# Ура! В нас канікули!
«Ура! В нас канікули!» (рос. «Ура! У нас каникулы!», нім. «Hurra! Wir haben Ferien») — радянсько-східнонімецький художній фільм 1972 року, знятий режисерами Володимиром Беренштейном і Іллею Гуріним на Кіностудії ім. М. Горького.

## Сюжет
Німецькі школярі потоваришували з однолітками з СРСР, які приїхали до німецького міста Котбус на зліт піонерів країн Європи, Азії та Африки. А через деякий час група німецьких школярів приїжджає до Москви. Їхній одноліток Валера Степанов показує їм своє місто. У фільмі використано музику Ф. Ліста та пісню композитора Г. Хоніга на вірші У. Упмайєр «Ура! У нас канікули».

## У ролях
- Володимир Кувшинов — Валера Степанов
- Траудль Куліковскі — Юта
- Петер Рольберг — Петер
- Альона Сеплянська — Марина
- Фріц Діц — Макс, дідусь Юти
- Й. Біттнер — епізод
- Валерій Зубарєв — Коля, друг Валери
- Віра Кузнецова — бабуся Валери
- Володимир Рецептер — Володимир Георгійович, керівник групи
- Ірина Буніна — вчителька
- Р. Бурхарт — епізод
- У. Вендт — епізод
- Наташа Давидова — подруга Валери
- Віктор Доценко — епізод
- Олександр Зельдович — епізод
- А. Карягін — епізод
- М. Лааксо — епізод
- С. Озорнов — епізод
- А. Осипова — епізод
- Б. Отіго — епізод
- П. Отіго — епізод
- В. Шиянов — епізод
- Алекс Менглет — Джон, англійський хлопчик

## Знімальна група
- Режисери — Володимир Беренштейн, Ілля Гурін
- Сценаристи — Анатолій Алексін, Володимир Амлинський, Володимир Беренштейн, Олександр Іванов
- Оператори — Олександр Рибін, Євген Давидов
- Композитор — Г. Чорний
- Художник — Дмитро Богородський